# Aplysia morio
Aplysia morio är en snäckart som först beskrevs av Addison Emery Verrill 1901.  Aplysia morio ingår i släktet Aplysia och familjen sjöharar. Inga underarter finns listade i Catalogue of Life.
Arten förekommer i Atlanten från Bermuda i Mexikanska golfen upp till USA:s sydkust. Arten används ofta inom medicinsk forskning då dess nervsystem är väl utrett och förstått. Arten blir upp till 40 cm lång.